# Liga Leumit (pallacanestro)
La Liga Leumit (in ebraico ליגה לאומית‎?) è il secondo livello del campionato israeliano di pallacanestro.

## Denominazioni
Prima della denominazione in Liga Leumit, il secondo livello del campionato israeliano assunse i seguenti nomi:
- Liga Artzit (1955-1992)
- Liga Leumit B (1992-2000)
- Liga Leumit (2000-presente)

## Albo d'oro
- 2001-2002  Hapoel Tel Aviv
- 2002-2003  Ironi Ashkelon
- 2003-2004  Mac. Petah Tiqwa
- 2004-2005  Ironi Ramat Gan
- 2005-2006  Hapoel Holon
- 2006-2007  Hapoel Holon
- 2007-2008  Mac. Giv'at Shmuel
- 2008-2009  Barak Netanya
- 2009-2010  Habik'a
- 2010-2011  Habik'a
- 2011-2012  Hapoel Tel Aviv
- 2012-2013  Ironi Nes Ziona
- 2013-2014  Ironi Nahariya
- 2014-2015  Maccabi Kiryat Gat
- 2015-2016  Hap. Gilboa G.E.
- 2016-2017  Ironi Nes Ziona
- 2017-2018  Hapoel Be'er Sheva
- 2018-2019  Maccabi Haifa
- 2019-2020 non assegnato
- 2020-2021  Hap. Galil Elyon
- 2021-2022  Ironi Kiryat Ata
- 2022-2023  M.I. Ramat Gan
- 2023-2024  Hap. Gilboa G.E.
- 2024-2025  Maccabi Ra'anana